# 马西埃拉
马西埃拉（葡萄牙語：Macieira）是巴西圣卡塔琳娜州的一个市镇。总面积260.072平方公里，总人口1760人，人口密度6.8人/平方公里。